# Seneca Park Zoo
Seneca Park Zoo is een dierentuin in de Amerikaanse stad Rochester (New York).
De dierentuin wordt geëxploiteerd door de Monroe county die daarin ondersteund wordt door Seneca Park Zoo Society, een non-profitorganisatie.
De Seneca Park Zoo werd eerst als gewoon park aangelegd door Frederick Law Olmsted op een stuk grond dat in 1888 voor dat doel was aangekocht. De naam van het park is afgeleid van het Seneca-volk, een van de Iroquios-naties, dat vroeger in dit gebied leefde. Het park werd geopend in 1893 als een gewoon park, een jaar later werden de eerste dieren tentoongesteld. Als eerste kwam de forellenvijver gereed, snel daarna kwamen verschillende vogelsoorten en herten. In 1931 kwam er een groot gebouw waarin exotische dieren werden getoond. In 1957 werd de Seneca Park Zoo Society opgericht, een non-profitorganisatie die deels wordt gefinancierd door de staat New York, die educatieve programma's voor de dierentuin ontwikkelt en aan fondsenwerving doet. In de jaren daarna werden er diverse attracties aan de dierentuin toegevoegd, waaronder een ijsberengrot (1975), verschillende tentoonstellingshallen met een eigen thema en een dierenziekenhuis (2004).
Tegenwoordig is het park ongeveer 4,8 ha groot en biedt plaats aan zo'n 300 dieren. Het park wordt op jaarbasis door ongeveer 344.000 mensen bezocht.